# Paul Magdalino
Paul Magdalino FBA (10 de maig del 1948) és el catedràtic Bisbe Wardlaw d'Història de l'Imperi Bizantí (o Imperi Romà d'Orient) a la Universitat de St Andrews, catedràtic d'Història de l'Imperi Bizantí a la Universitat Koç (Istanbul) i membre de l'Acadèmia Britànica.
Les seves àrees d'interès inclouen la història de l'Imperi Romà d'Orient, la societat, la cultura i l'economia del món romà d'Orient entre el segle vi i el segle xiii, la ciutat de Constantinoble, les profecies, el pensament científic i la formació de l'ortodòxia religiosa de l'Imperi Romà d'Orient. És conegut per la seva monografia sota l'Imperi Romà d'Orient durant el regnat de Manuel I Comnè (1143-1180), que posa en dubte la valoració negativa de l'emperador que feu Nicetes Coniata. El 1994, fou guardonat amb el Premi Runciman per la seva obra The Empire of Manuel I Komnenos, 1143-1180 (1993).